# Brüderchen und Schwesterchen

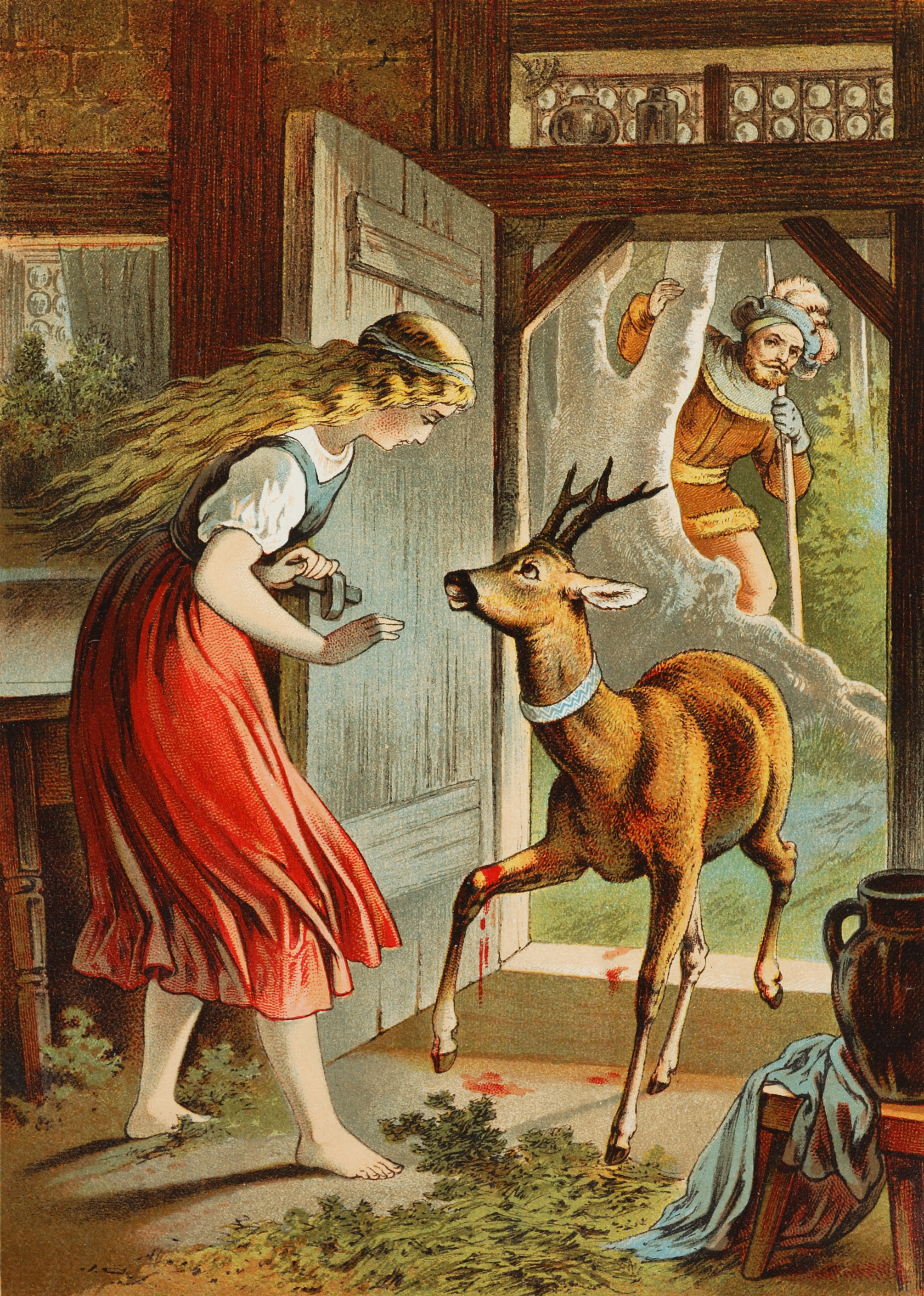
Illustration, Ende 19. Jahrhundert

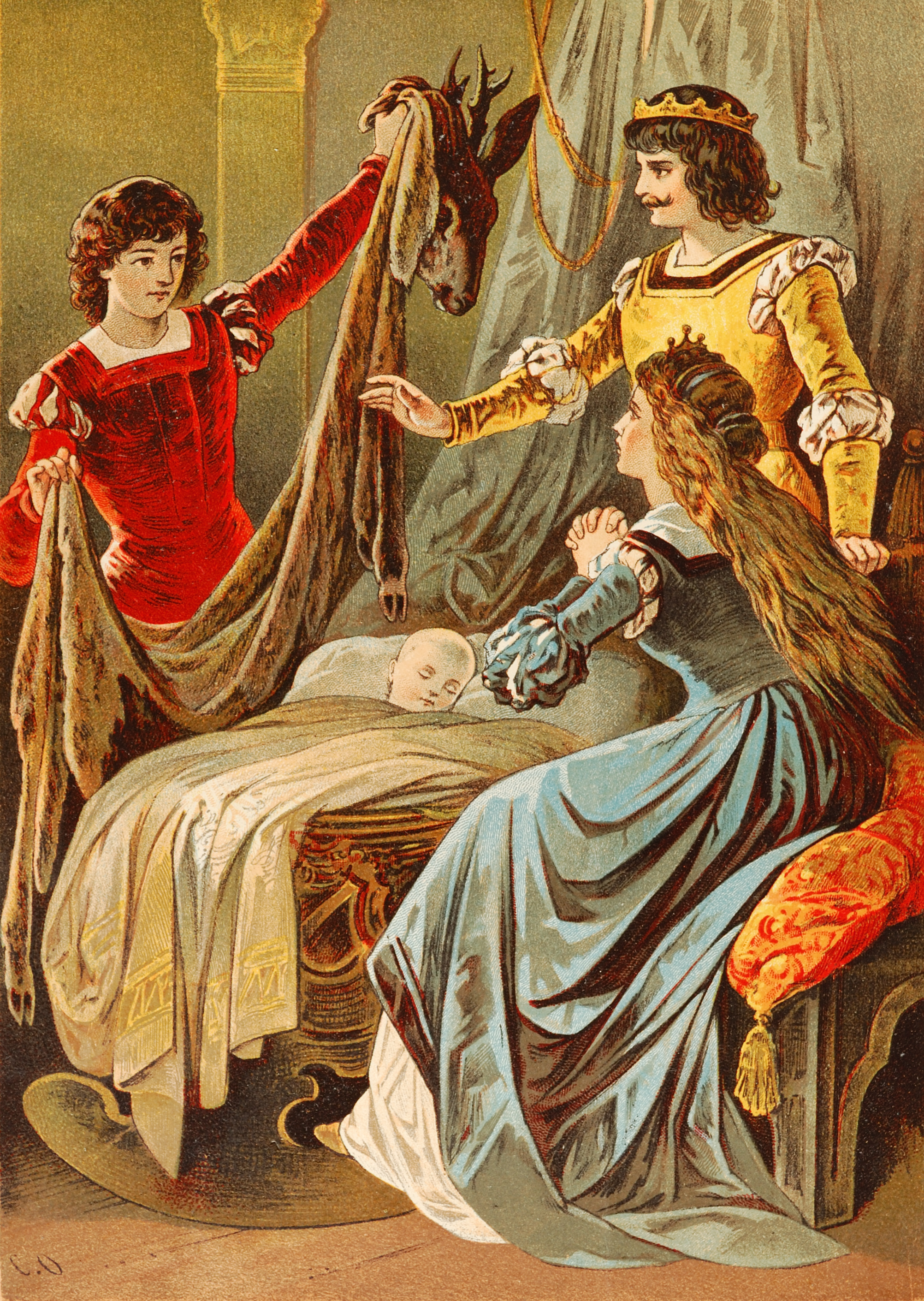
Illustration, Ende 19. Jahrhundert

Brüderchen und Schwesterchen ist ein Märchen (ATU 450). Es steht in den Kinder- und Hausmärchen der Brüder Grimm an Stelle 11 (KHM 11).

## Inhalt

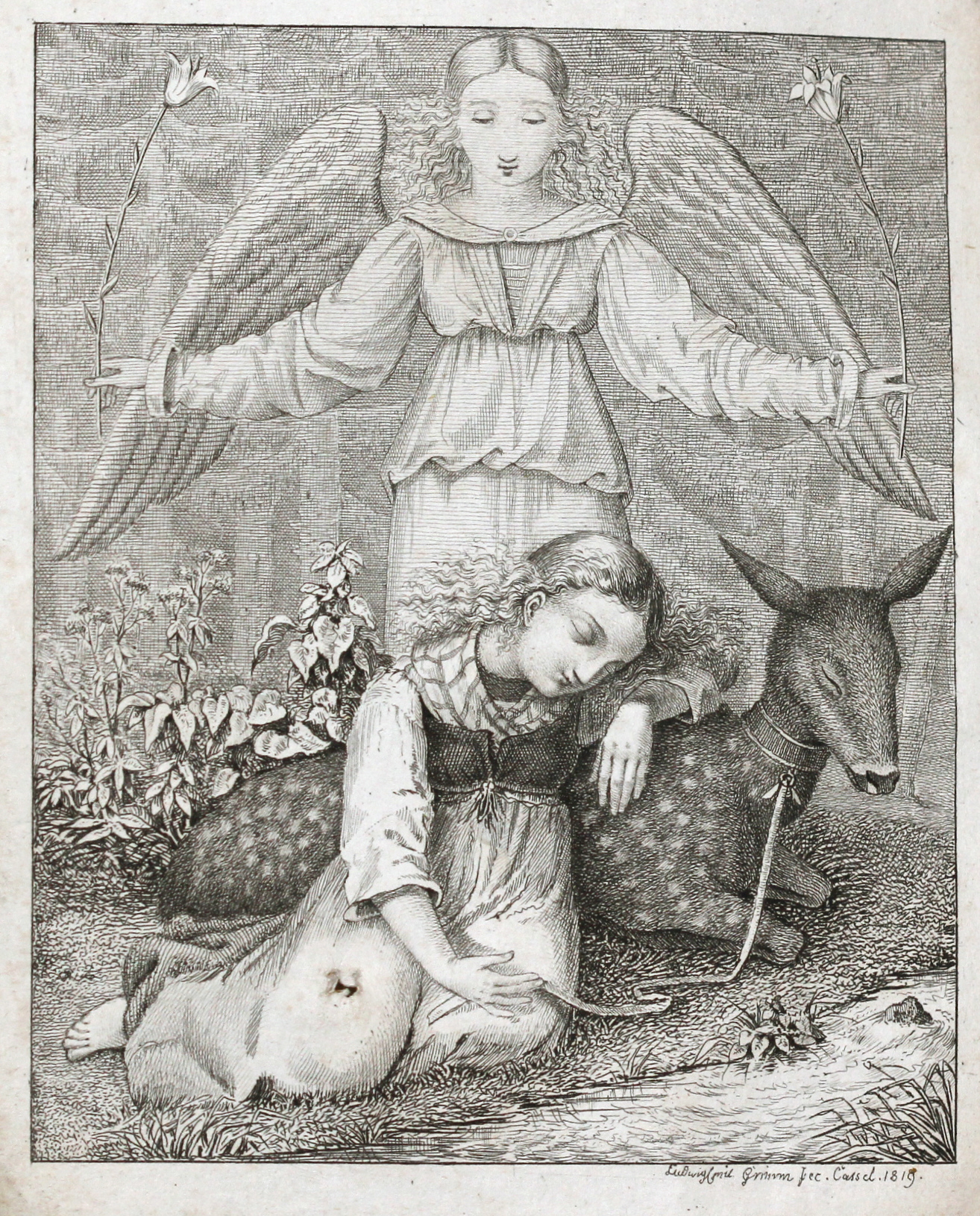
Illustration von Ludwig Emil Grimm zu Brüderchen und Schwesterchen als Frontispiz zum Ersten Band der Grimmschen Kinder- und Hausmärchen in der zweiten Ausgabe von 1819

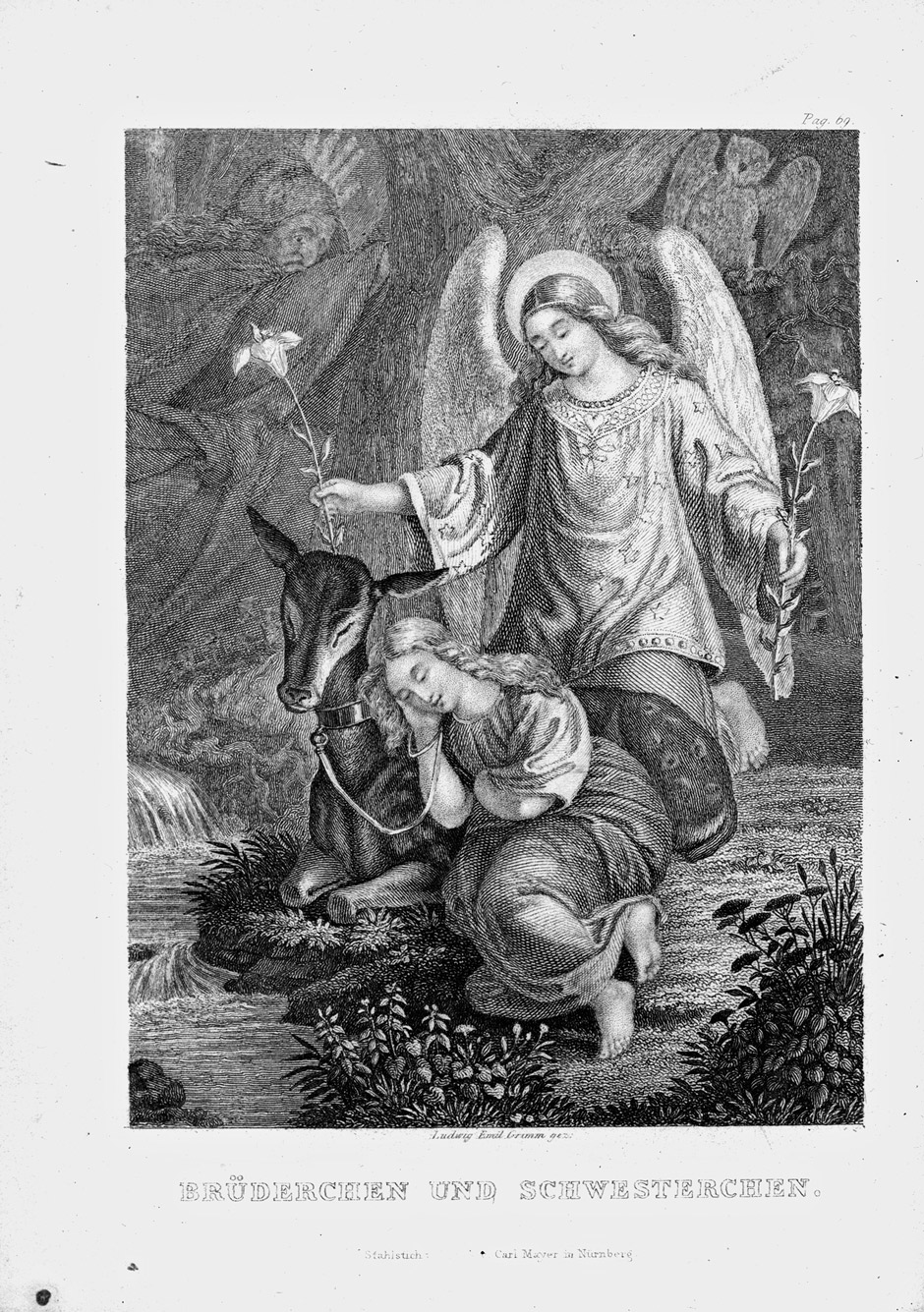
Illustration von Ludwig Emil Grimm

Die Geschwister Brüderchen und Schwesterchen haben seit dem Tod ihrer leiblichen Mutter eine schwere Zeit. Sie werden von ihrer Stiefmutter tagtäglich geschlagen und auch zu essen gibt es nichts als harte Brotkrusten. Schließlich fliehen sie. Als sie nachts in einem großen Wald ankommen, setzen sie sich in einen hohlen Baum, um zu schlafen. Am nächsten Tag hören sie in der Nähe des Baumes eine Quelle aus den Felsen fließen und Brüderchen bekommt daraufhin Durst, doch die böse Stiefmutter – eine Hexe – ist den Kindern nachgegangen und hat die Quellen verhext. Eine sagt, „wer aus mir trinkt, wird ein Tiger“, die zweite „ein Wolf“. Schwesterchen hört es und hält Brüderchen zurück. Bei der dritten aber, die sagt „ein Reh“, trinkt Brüderchen und wird ein Reh. Schwesterchen legt ihm ihr goldenes Strumpfband um den Hals, daran ein Seil aus Binsen. Sie leben in einem Haus im Wald. Als der König jagen lässt, will das Reh unbedingt dabei sein. Abends muss es an der Tür sagen „mein Schwesterlein, laß mich herein“, dass sie es einlässt. Am zweiten Tag wird es etwas am Fuß verletzt, ein Jäger folgt ihm, hört den Spruch und sagt es dem König. Schwesterchen erschrickt über die Wunde, doch sie heilt schnell. Das Reh wird wieder gejagt, abends kommt der König, sagt den Spruch und nimmt das Mädchen zur Frau auf sein Schloss, das Reh dazu. Als sie ein Kind kriegt, kommt die Stiefmutter als Dienerin, erstickt die Königin im Bad und legt ihre eigene, einäugige Tochter ins Bett. Der König merkt nichts. Nur die Kinderfrau sieht mitternachts die Königin ihr Kind und Reh versorgen. Als der Geist gar spricht, meldet sie es dem König. Er hört, wie sie die Verse in der nächsten und der folgenden Nacht wiederholt. Da redet er sie an und sie lebt wieder. Stiefmutter und Stiefschwester werden gerichtet, daraufhin ist das Reh auch erlöst.

## Stil

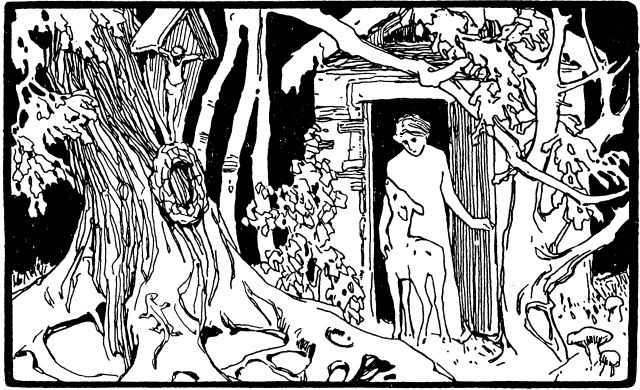
Illustration von Otto Ubbelohde, 1909

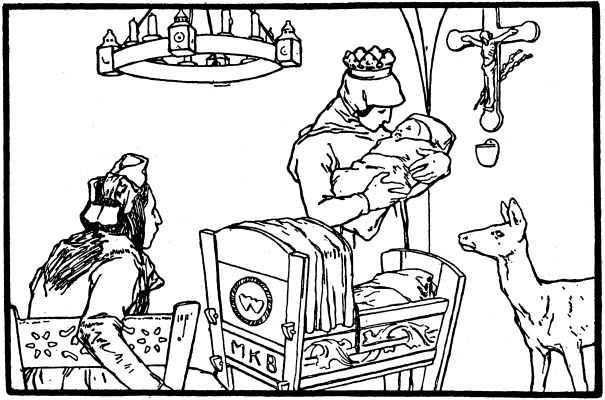
Illustration von Otto Ubbelohde, 1909

Der Text beginnt recht unvermittelt: „Brüderchen nahm sein Schwesterchen an der Hand und sprach ‚seit die Mutter tot ist, haben wir keine gute Stunde mehr; die Stiefmutter schlägt uns alle Tage … Daß Gott erbarm‘ (vgl. KHM 135), ‚wenn das unsere Mutter wüßte!‘ (vgl. KHM 89).“ Die so gläubig geschilderten Kinder wollen „in die weite Welt gehen“, ein hohler Baum ist Zuflucht (vgl. KHM 3, 123). Dass Hexen heimlich schleichen, wussten die Brüder Grimm aus KHM 69 Jorinde und Joringel. Schwesterchen will das Reh „nimmermehr verlassen“, wie in KHM 51 Fundevogel. Ein Haus im Wald gibt es oft (KHM 9, 13, 22, 31, 40, 53, 68, 93, 116, 123, 125, 127, 163, 169), auch den König auf Hirschjagd (KHM 113). Es häufen sich dreimalige Wiederholungen bei Quelle, Jagd und Vers der Königin. Die Handlung ist zweigeteilt, auf die Heirat folgt der Anschlag mit untergeschobener Braut wie in KHM 13 Die drei Männlein im Walde, KHM 89 Die Gänsemagd, KHM 135 Die weiße und die schwarze Braut. Die böse Tochter „ward in Wald geführt.“ 
Dass die böse Tochter „häßlich war wie die Nacht“, ist volkspoetisch (in KHM 135: „schwarz werden wie die Nacht, und hässlich wie die Sünde“), dass ihre Mutter „wenns Zeit ist … schon bei der Hand sein“ will, eine auch literarisch verbreitete Redensart. Hexerei und Verwandlung weisen den Text als Zaubermärchen aus. Eine Sage würde Schuld als Verwandlungsursache ernst nehmen, Erlösung misslingt dann meist, eine zurückgekehrte Tote wäre Spuk.
Der Text der 1. Auflage war kürzer, Brüderchen trinkt gleich aus dem Brunnen, den die Stiefmutter bei dem Baum aus dem Felsen springen ließ. Schwesterchen weint drei Tage und führt das Reh, ohne Goldband in eine Höhle. Der König hebt das Mädchen einfach auf sein Pferd. Die falsche Braut ist nicht einäugig. Zur 2. Auflage erhielt das Märchen seine längere, seitdem unveränderte Handlung und Schilderung, auch mehr wörtliche Reden. Zur 6. Auflage erschien Schwesterchens dramatische Rede: „nun werden sie dich tödten, und ich bin hier allein im Wald und bin verlassen von aller Welt: ich laß dich nicht hinaus.“ Es erschrickt, als „ein Mann herein kam“ (vgl. KHM 12). Die Hexe hat den Mord „vollbracht“, zuletzt verbrennt sie „zu Asche“.

## Herkunft

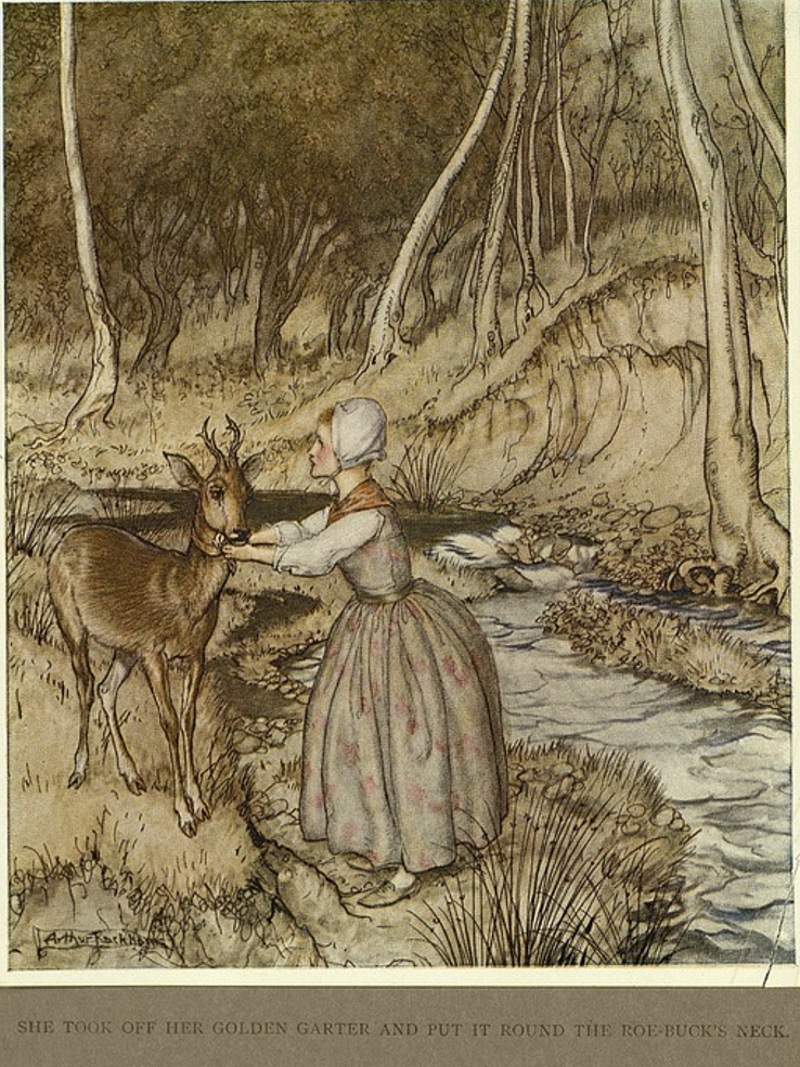
Illustration von Arthur Rackham, 1917

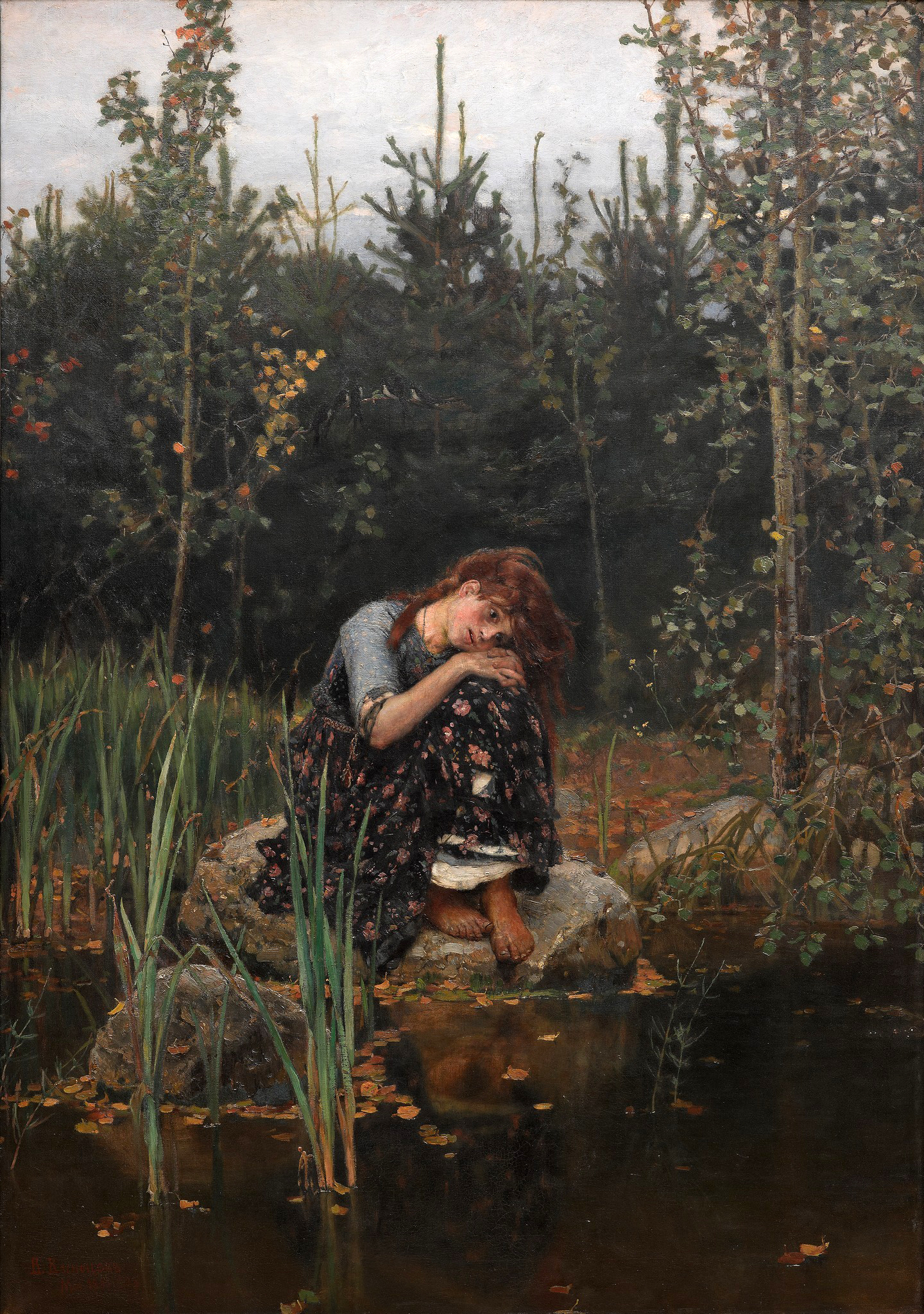
Schwesterchen Aljonuschka weint um ihr Brüderchen Iwanuschka, Gemälde von Wiktor Michailowitsch Wasnezow, 1881.

Grimms Anmerkung vermerkt: „Nach zwei Erzählungen aus den Maingegenden“, die Jagd fehle in einer. Sie vergleichen noch eine von „H. R. v. Schröter“ mit Versen, wobei Brüderchen als Reh gejagt, Schwesterchen in eine Ente verwandelt wird und als Tote ihr Kind pflegt, wie in KHM 13 Die drei Männlein im Walde, „so auch in dem altdänischen Volkslied (Danske viser 1, 206–208, Altd. Blätter 1, 186)“, einem „Volksbuch“ von der Melusine, ferner „das serbische Lied von der eingemauerten Mutter die ihr Kind stillt“, „Souvestre le foyer breton S. 3. 4“, Aulnoys la biche au bois.
Grimms Anmerkung zur 1. Auflage gab ein Textfragment wieder, wobei der Bruder vom Trinken ein goldener Hirsch, die Schwester ein großes, schönes Mädchen wird, der König fängt den Hirsch und heiratet sie. Dies entspricht Jacob Grimms handschriftlicher Urfassung Goldner Hirsch von 1810, die den Fortgang stichpunktartig andeutet. Schon sie stammte von Familie Hassenpflug. Die Fassung der 1. Auflage (1812) wurde am 10. März 1811 von Marie Hassenpflug erzählt. Ab der 2. Auflage (1819) ist ein von ihr brieflich am 8. März 1813 mitgeteilter Text beigemischt, so auch im Vorabdruck in Friedrich Wilhelm Gubitz’ Gesellschafter 1817, wozu Wilhelm Grimm das Manuskript an Achim von Arnim schickte.
Dass zu beiden Quellen „aus den Maingegenden“ vermerkt ist, weist darauf hin, dass es sich um Kindheitserinnerungen Marie Hassenpflugs handelt. Heinz Rölleke erscheint ihre Erzählung sentimental ausgemalt, auch modernisiert und fromm gemacht, indem die Heldin kein Tier, sondern Geist und durch „Gnade Gottes“ erlöst wird. Die untergeschobene Braut gibt es schon im Mittelalter bei Tristan und Isolde. Hingegen sei das alte Motiv der Tierverwandlung der Hauptperson und Rückverwandlung durch Tötung des Tiers wohl nicht mehr verstanden oder zu grausam gefunden worden.
Brüderchen und Schwesterchen erschien später auch in der kindgerechten kleinen Ausgabe der Sammlung und wurde ein beliebtes Märchen. Besonders ähnlich ist Grimms KHM 141 Das Lämmchen und Fischchen, KHM 15 Hänsel und Gretel, mit falscher Braut KHM 13 Die drei Männlein im Walde, KHM 135 Die weiße und die schwarze Braut, KHM 89 Die Gänsemagd, ferner KHM 9 Die zwölf Brüder, KHM 49 Die sechs Schwäne, Tiecks Der blonde Eckbert, mit dem Goldkettchen vielleicht auch Bechsteins Der goldne Rehbock, Die sieben Schwanen, Basiles Die beiden kleinen Kuchen.
Märchentyp AaTh 450 Brüderchen und Schwesterchen kommt in Europa und im Nahen Osten vor und ist scheinbar unabhängig von literarischer Überlieferung, die Herkunft unbekannt. Die Verse stimmen oft erstaunlich überein (siehe auch KHM 141 Das Lämmchen und Fischchen). Der erste Teil kann ergänzt sein mit Aussetzung im Wald, Heimfinden durch ausgestreute Schalen oder Verbrennen der Hexe im Ofen (AaTh 327 A, KHM 15 Hänsel und Gretel), oder gute und böse Schwester werden belohnt bzw. bestraft (AaTh 480, KHM 24 Frau Holle), oder die tote Mutter oder Kuh hilft (AaTh 511, KHM 130 Einäuglein, Zweiäuglein und Dreiäuglein). In bulgarischen, griechischen und türkischen Varianten wollen die Eltern die Kinder schlachten (vgl. KHM 47 Von dem Machandelboom), es folgt eine magische Flucht (vgl. KHM 51 Fundevogel). In mehreren griechischen wird Tier-Brüderchen geschlachtet, aus den Knochen wächst ein Apfel- oder Orangenbaum, in einer klettert Schwesterchen daran empor, sie werden zwei neue Sterne. In einigen russischen Varianten kommt die Verwandlung von Lecken an Ziegensalz. In einer usbekischen und einer turkmenischen wird die jüngere Schwester verwandelt. Ein estnischer und ein serbischer Text erklären so die Herkunft von Gämse und Hirsch. Dass der Prinz das Mädchen vom Baum lockt, begegnet um den Balkan und die Türkei. Der zweite Teil um die untergeschobene Braut ähnelt AaTh 403 (KHM 13 Die drei Männlein im Walde, KHM 135 Die weiße und die schwarze Braut), ferner AaTh 408 (Die drei Zitronen), AaTh 451 (KHM 9 Die zwölf Brüder, KHM 25 Die sieben Raben, KHM 49 Die sechs Schwäne) und AaTh 533 (KHM 89 Die Gänsemagd). An schriftlichen Belegen gibt es vor Grimm nur Ninnillo und Nennella in Basiles Pentameron und ein Gedicht Metamorphoseos puellae et parvuli liber unus in dem Buch Variorum epigrammatum ad St. Rozimontanum libellus von Christopher Kobylienśki, Krakau 1558. Forscher verglichen Phrixos und Helle in der Argonautensage.
Walter Scherf findet es urtümlicher, wenn Brüderchen aus Trittspuren von Tieren trinken will (Schwesterchen Alenuška und Brüderchen Ivanuška in Aleksandr Afanas‘evs Narodnye russkie skazki). Wo Grimms Text im zweiten Teil sehr KHM 13 Die drei Männlein im Walde ähnelt, seien andere Erzähler uneinig, wie die Helden getötet werden. Überhaupt seien Aufzeichnungen mündlicher Versionen nicht so niedlich, er nennt Gyula Ortutays Das Rehbrüderchen in Ungarische Volksmärchen (1966), Georgios Anastasiu Megas’ Pulia und der Morgenstern in Märchen griechischer Inseln (Die Märchen der Weltliteratur, 1979), Heikki Paasonens Nimm eine Stiefmutter! in Mordwinische Volksdichtung (1941), Leo Frobenius’ Die Stiefkinder in Volksmärchen der Kabylen (1921), Johann Wilhelm Wolfs Das goldne Königreich in Deutsche Hausmärchen, KHM 113 De beiden Künigeskinner, KHM 169 Das Waldhaus, Pawoł Nedos Kosmatej in Sorbische Volksmärchen. Zur häufigen Zuflucht bei einem Tier passe auch Bechsteins Der goldne Rehbock. Marie-Catherine d’Aulnoy schrieb La biche au bois.
In einer aus Russland vom dortigen Märchensammler Afanassjew überlieferten Variante des Märchens heißen die Geschwister Aljonuschka und Iwanuschka (so auch der dortige Name des Märchens). Hier trinkt das Brüderchen aus einem Hufabdruck und verwandelt sich statt in ein Reh in eine Ziege. Auch heiratet das Schwesterchen nicht einen König, sondern nur einen nicht näher bezeichneten „normalen“ Mann, ist aber mit ihm ebenfalls glücklich, bis die Hexe versucht, das neue Glück zu zerstören. Auch bei dieser Version wird das Brüderchen mit der Bestrafung der Hexe erlöst. Eine eigene Tochter der Hexe kommt jedoch nicht vor.

## Interpretation

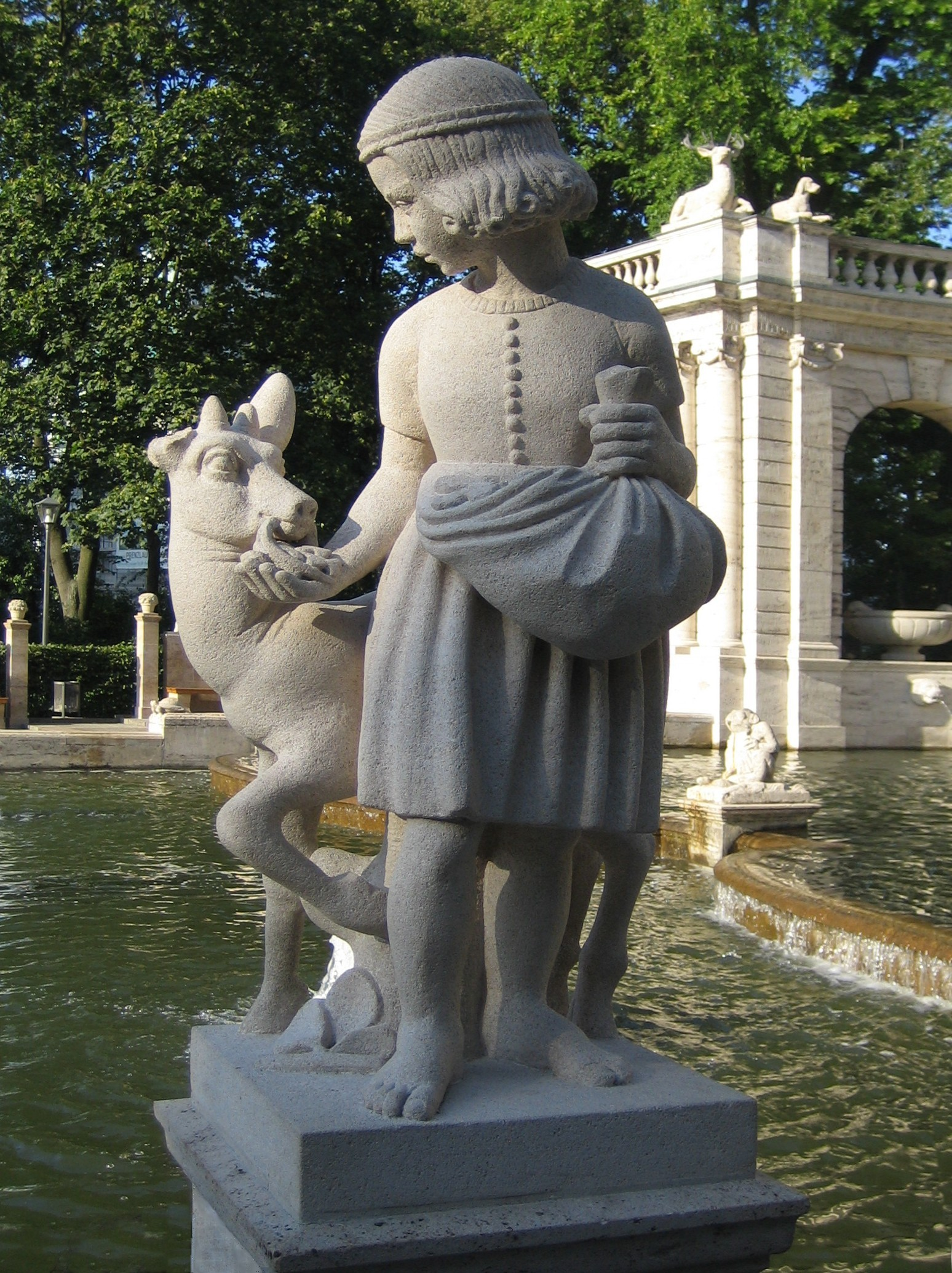
Skulptur von Ignatius Taschner am Märchenbrunnen im Volkspark Friedrichshain, Berlin 1913

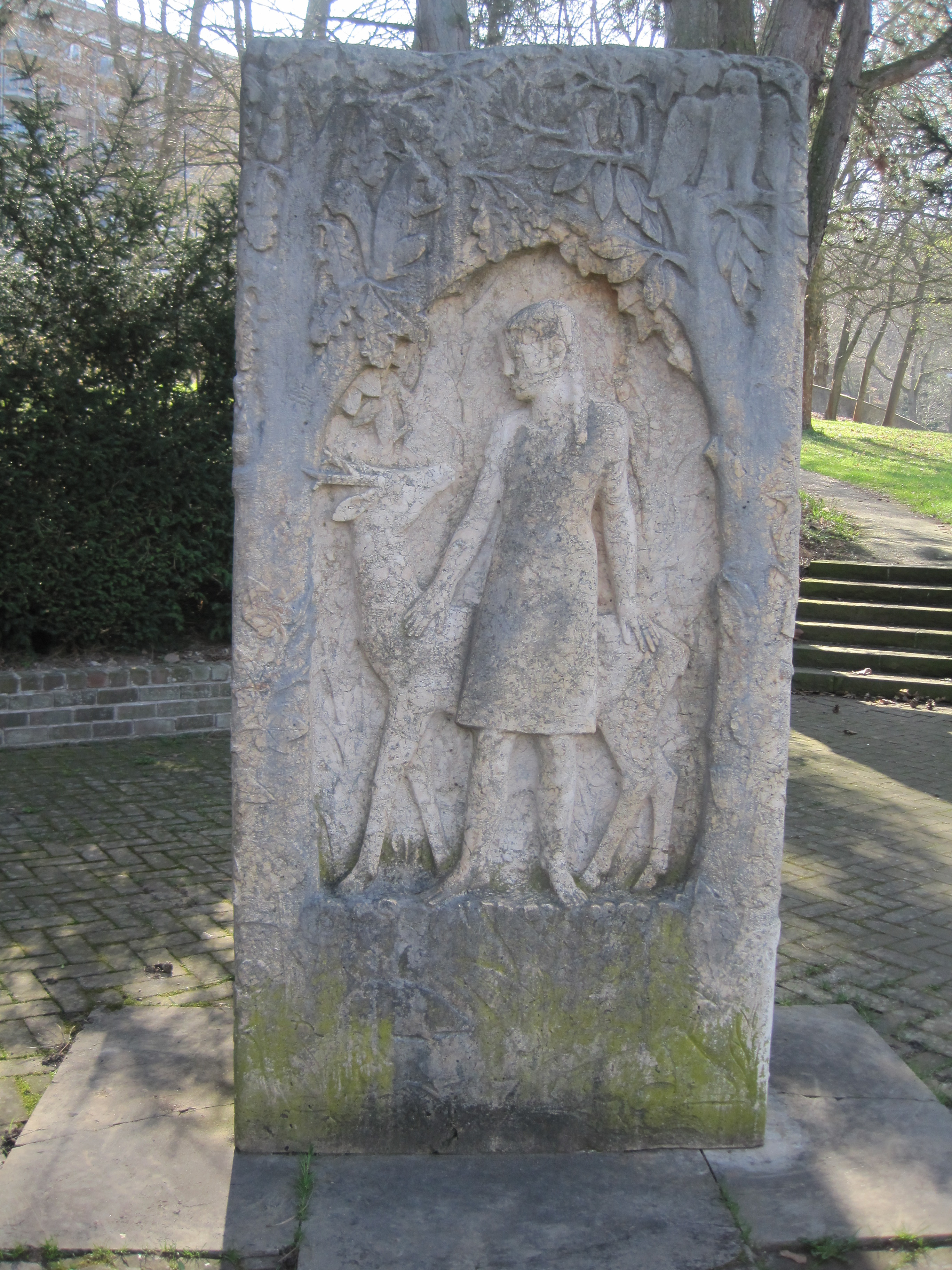
Brüder-Grimm-Stein in Göttingen

Der Anthroposoph Rudolf Meyer erklärt, wie die Seele in Einsamkeit Begierden erlebt, dargestellt als Tiere im Wald, unter Führung ihrer Weisheit findet sie der Geistsucher, dargestellt als König, im Jagdgewand des Todes. Sie gebiert neues Bewusstsein, er muss es erkennen und beschützen, um die Seele zu erlösen und die Willensnatur aus Wunschfesseln zu befreien. Ähnlich deutet Friedel Lenz Brüderchen und Schwesterchen als unreifen Willen und naive Seele, die ihn führen muss, dann führt er den Geist zu ihr. Sie gebiert das ewige Ich, es muss in konzentrierter Stille gehegt werden. Materialismus (Stiefmutter) und atavistische Hellsicht (Einäugige) drängen sie ins Traumhafte ab, selbstlose Geduld aber führt zur Freiheit. Ortrud Stumpfe spricht von der Kraft des langen wachen Schweigens der Seele, die jeder finden muss. Edzard Storck sieht das Wasser des Lebens durch vergangenheitsgebundene Kräfte zu Vergänglichkeit der Kreatur verdunkelt, die der Erlösung harrt.
Hedwig von Beit deutet Verfolgung und Verwandlung durch die Große Mutter, wie in anderen Märchen, als Mutterbindung oder Vorherrschen des Mutterarchetyps, den Geschwisterinzest als die konflikthafte Verbindung der Gegensätze im Selbst, denn dieses ist androgyn. Laut Bruno Bettelheim lernen Kinder hier, wie ihre Seele verschiedene Aspekte entwickelt, die wieder vereint werden müssen. Gefahren und Schmerzen werden überwunden, auch auf die beiden Lebenskrisen des Auszugs aus der Ursprungs- und der Gründung einer eigenen Familie wird hingewiesen. Animalisches erfährt Reifung als Jagd, Ich und Über-Ich als Fürsorge, Asoziales muss verbannt werden.
Linde von Keyserlingk versteht die Waldszene als Ur- und Idealbild der Liebe, wie Geschwister sie, oft in gemeinsamer Absonderung von elterlicher Autorität, fürs Leben lernen. Mythische Geschwisterpaare wie die indischen Zwillinge Yama und Yamuna waren Stammeltern der Menschheit, doch sind solche Geschwisterehen ein Vorrecht der Götterkinder. Die Pubertät macht den Buben zum Rehchen, das die Mutter wollte, die Schwester zur besseren Mutter. Dass der Märchenprinz hier König heißt, deute wohl an, dass sie den fehlenden Vater in ihm sehen. Ein goldenes Strumpfband ist auffällig wie ein goldener Ehering, in Frankreich nennt man den Regenbogen das Strumpfband der heiligen Jungfrau, es kommt in Hochzeitsriten vor. Von Keyserlingk bemerkt auch, dass der König den Spruch abwandelt, von „mein Schwesterlein, laß mich herein“ zu „lieb Schwesterlein, laß mich herein.“ Der Bub holt ihn in die Dreiecksbeziehung, zieht sich aber, im unausgesprochenen Konflikt mit der Schwester, auf sein Kindsein zurück. Die Ehe scheint ideal, aber ungleich, etwas fehlt. Mit dem „Baby-Schock“ kehrt die gekränkte Fee der Lebensquellen wieder, verpasstes nachzuholen. Sie ist negativ an die Tochter gebunden, die sich ihrerseits an Baby und Bruder klammert. Die „Kinderfrau“ wird zur neutralen „Therapeutin“, der isolierte König wird aktiv.
Eugen Drewermann betont, dass der Text nicht von zwei Geschwistern, sondern einem Mädchen erzählt, und jedes Detail ein Symbol ist. Unter dem Jähzorn einer überforderten, gut meinenden Mutter, fühlt es sich zu Unrecht auf der Welt. Die Schwermut im Regen ist erzwungene Wehrlosigkeit aus Verdrängung eigener Aggression. Der hohle Baum symbolisiert die verlorene gute Mutter, die es nicht gibt, also den Tod. Mittagshitze jugendlicher Vitalität bringt Lebensdurst, es rauscht das Drängen des eigenen Bluts, das Brünnlein ist freudianisch das weibliche Genitale. Das verinnerlichte Mutterbild verbietet eigene, insbesondere sexuelle Wünsche nach Leben und Liebe und besetzt sie mit Verfolgungsangst, die auf die Dinge selbst projiziert wird. Triebaufschub mindert die Angst, letztlich folgt Triebdurchbruch, was das Mädchen als tierisch, überhaupt jeden Entwicklungsfortschritt als Katastrophe erlebt. Das Reh ist noch das kleinste Übel, scheu, zurückhaltend, ohne eigenen Biss, die Initiative überlässt es anderen. Das goldene Strumpfband ergäbe, vordergründig gedeutet, bei einem so armen Mädchen wenig Sinn, es steht für erotische und sozial hochfliegende Träume, kaschiert im Binsenband. Schwanken zwischen Wunsch nach Anlehnung und Angst, lästig zu sein, bedingt eine Art Suchen, um nicht zu finden, durch Ritual verzögerte Entwicklung. Die Jagd ist wie Tanzen, der Fuß ein biblisches Symbol des weiblichen Genitals, das Hüfthorn ein männliches. Der fehlende Vater wird zur Lichtgestalt überhöht. Der Geliebte muss die Angst hinter der vordergründigen Jagdlust bemerken, um sie im Vertrauen der Liebe überwinden zu helfen, ihre Sprache lernen (vgl. Rapunzel). Auch der ursprüngliche Triebwunsch, das Rehlein muss mit. Die Kindfrau ahnt nicht, wie ihre Mutterschaft seine eheliche Identität schwächt. Weiter unter dem Über-Ich der „Stiefmutter“, tritt zur Abspaltung verängstigter Triebe („Rehlein“) der Schattenaspekt der faulen „Stiefschwester“, der Mann erlebt sie wie ausgewechselt und fügt sich. In der Kindbettpsychose wird sie zum Nachtgespenst, nachtaktiv, tagsüber depressiv, stumm im Andrang widersprüchlicher Gefühle, die keiner versteht, manche Betroffene benutzen dann wirklich dichterischen Ausdruck. Mutterliebe als letzte, noch erlaubte Regung wird zum Kern neuen Selbstwerts und Akzeptanz.
Während tiefenpsychologische Deutungen also zunehmend mehr Feinheiten des Märchentextes, aber auch Erfahrungen aus der therapeutischen Praxis einbezogen, stimmen sie überein, Akteure subjektal als Anteile der weiblichen Psyche aufzufassen, deren Ich die Heldin repräsentiert. Bei Bettelheim ist sie Ich und Über-Ich. Letzteres ist bei Drewermann die Hexe, er betont, dass es sich bei Brüderchen um die ängstlich abgespaltenen Triebanteile der Frau handelt, was ihre Passivität erklärt. Linde von Keyserlingks auch systempsychologisch orientierte Darstellung idealisiert gerade die Bedeutung der Geschwisterbeziehung und versteht die Handlung als Generationenwechsel im Familiensystem. Anthroposophische Autoren heben die Stille der Heldin hervor, vielleicht eingedenk Rudolf Steiners, der schrieb: „Geräuschlos und unbemerkt von der äußeren Welt vollzieht sich das Betreten des ‚Erkenntnispfades‘ durch den Geheimschüler.“ Das goldene Strumpfband gilt immer wieder als Anspielung auf den Hosenbandorden. Wilhelm Salber sieht eine Morphologie der Bewegung unserer Lebenskulturen in einer Selbstregulation zwischen Umstürzen und Ordnen. Der Homöopath Martin Bomhardt vergleicht das Märchen mit dem Arzneimittelbild von Aethusa.

## Rezeptionen
Das Märchen ging früh in Bildmedien wie Bilderbogen, Sammelbilder, Postkarten, Oblaten ein. Geflecktes Lungenkraut wird auch „Hänsel und Gretel“ oder „Brüderchen und Schwesterchen“ genannt. Ignatius Taschner schuf eine Skulptur am Märchenbrunnen im Volkspark Friedrichshain in Berlin-Friedrichshain (1913), Katharina Szelinski-Singer am Märchenbrunnen im Schulenburgpark in Berlin-Neukölln (1970). Auch ein Märchenbrunnen ist der „Rehbrunnen“ von Wilhelm Merten in Brühl (Freiburg im Breisgau). Die Brüder Grimm Festspiele Hanau zeigten das Märchen 1997 und 2007, das Volkstheater Rostock wohl 2019. Ein Manga erschien 2012 von Inga Steinmetz. Susanne Thommes’ Kriminalroman Brüderchen und Schwesterchen hat keinen Bezug zu dem Märchen. Auch eine Düsseldorfer Modelagentur und ein Berliner Kindergarten nennen sich so.

## Film und Fernsehen
- 1912: Wie Brüderchen und Schwesterchen das Christkind besuchen, deutscher Kurz-Stummfilm, Regie: Emil Albes, 7 min.[27]
- 1929: Brüderchen und Schwesterchen, deutscher Stummfilm, Regie: Alf Zengerling, 60 min.[28]
- 1953: Brüderchen und Schwesterchen, westdeutscher Spielfilm, Kinostart BRD 26. Dezember 1953, Regie: Walter Oehmichen und Hubert Schonger, 63 min.[29]
- 1985: Märchen der Welt – Puppenspiel der kleinen Bühne, westdeutsche Zeichentrickserie, Staffel 4, Folge 8: Brüderchen und Schwesterchen, 30 min.[30]
- 1987: Gurimu Meisaku Gekijō, japanische Zeichentrickserie, Folge 36: Brüderlein und Schwesterlein, 25 min.
- 1992: Brüderchen und Schwesterchen, ZDF-Fernsehfilm (Gegenwartsmärchen aus der 5-teiligen Reihe: Hier und Jetzt), Regie: Rainer Simon, 25 min.[31]
- 1999: SimsalaGrimm, deutsche Zeichentrickserie, Staffel 1, Folge 13: Brüderchen und Schwesterchen, 25 min.[32]
- 2008: Brüderchen und Schwesterchen, deutscher Spielfilm aus der 1. Staffel der ARD-Reihe Sechs auf einen Streich, Regie: Wolfgang Eißler, 58 min.[33]

Brüderchen und Schwesterchen hießen Folgen der Fernsehserien Die Camper (1999), Die Familiendetektivin (2014), Rote Rosen (2018).